# Hiperbi
Hiperbi (en llatí Hyperbius, en grec antic Ὑπέρβιος) fou un artista grec natural de la ciutat de Corint al que s'atribueix l'invent de les rajoles per construir muralles, juntament amb Agroles i Eurial. Una altra tradició el fa inventor d'un tipus de torn de terrissaire. En parlen Pausànies i Plini el Vell a la Naturalis Historia.